# Wapiti Merriani
Cervus canadensis merriami
Sous-espèce
Statut de conservation UICN

 EX  : Éteint
Le wapiti Merriani (Cervus canadensis merriami) était un mammifère herbivore de la famille des cervidés. C'était une sous-espèce du wapiti (Cervus canadensis) mais est aujourd'hui éteinte. Il vivait dans le sud des États-Unis (Arizona, Nouveau-Mexique).